# Craincourt
Craincourt település Franciaországban, Moselle megyében. Lakosainak száma 228 fő (2022. január 1.). Craincourt Létricourt, Thézey-Saint-Martin, Alaincourt-la-Côte, Aulnois-sur-Seille, Delme, Fossieux, Lemoncourt és Puzieux községekkel határos.

## Népesség
A település népességének változása:
| Lakosok száma | 164  | 161  | 195  | 254  | 270  | 262  | 254  | 246  | 240  | 228  |
|               | 1968 | 1982 | 1990 | 2006 | 2013 | 2015 | 2017 | 2019 | 2020 | 2022 |